# Procoptodon
Procoptodon byl rodem vyhynulého pleistocenního klokana, žijícího na území Austrálie. Největší druh P. goliah dosahoval výšky až 2,7 metru a hmotnosti 240 kilogramů, čímž představoval největšího známého klokana vůbec. Naopak druh P. gilli patřil s výškou kolem 1 metru k vůbec nejmenším známým druhům. Celkem dnes známe až 12 platných druhů tohoto rodu.
Zástupci tohoto rodu obývali semiaridní oblasti Austrálie, kde žili po boku předků současných klokanů a mnoha dalších živočichů. Stejně jako většině ostatních zástupců pleistocenní megafauny se jim stala osudnou přítomnost člověka-lovce a zároveň změny klimatu a životního prostředí na konci poslední doby ledové.